# キツネとガチョウ

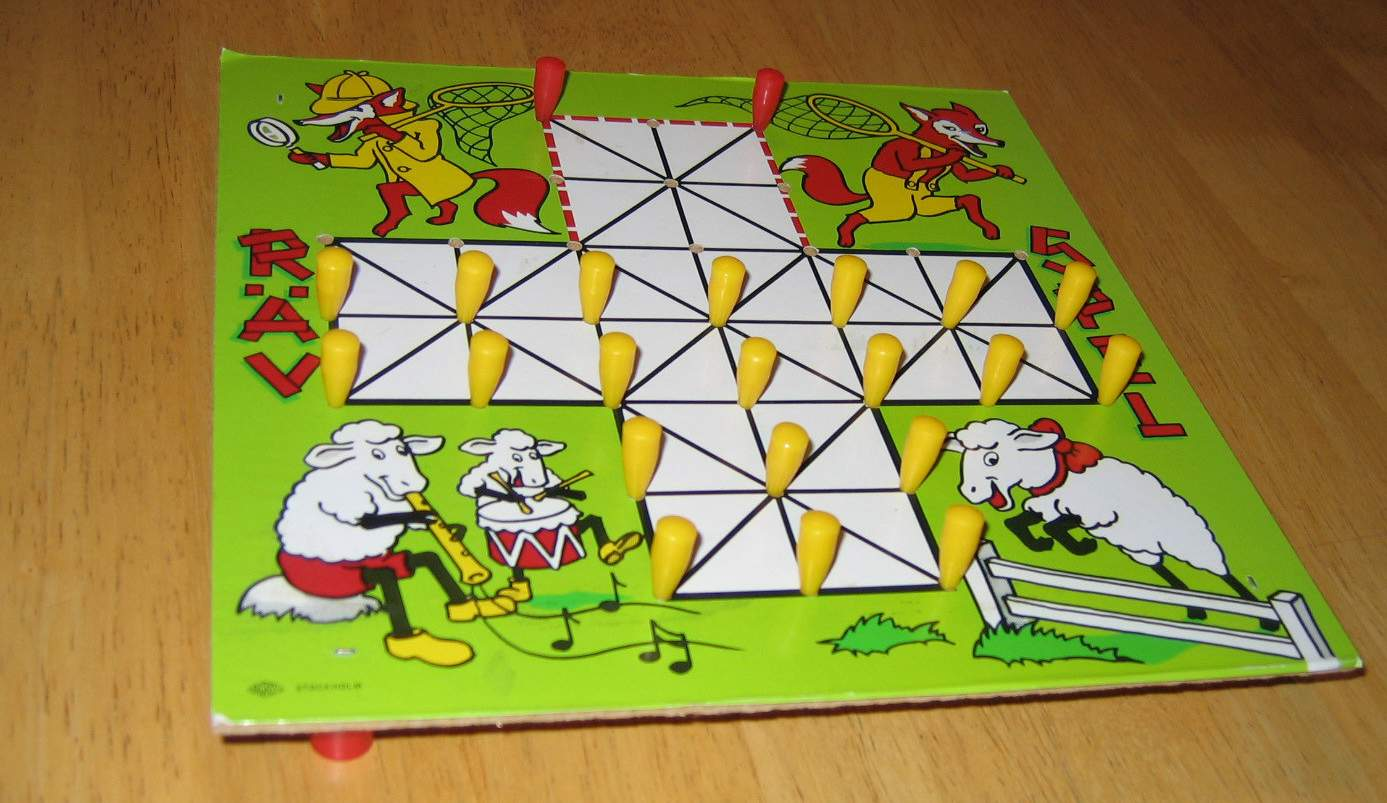
キツネとガチョウのバリエーション例：黄色の駒がヒツジ20頭、赤色の駒がキツネ2匹になっている。

キツネとガチョウ (Fox and Geese) は、1手ずつ交互に行う2人用のボードゲームの一種。

## 歴史
中世の北欧を起源とするボードゲームである。中世のヨーロッパで流行し、8世紀から9世紀頃においてはヴァイキングたちが使用していた盤も発見されている。12世紀の英雄伝説である、サーガにも登場している。現代版では、ガチョウの駒を13羽セットして縦横のみの動きをするタイプと、ガチョウの駒を16羽から18羽セットして縦横斜の移動ができるタイプが存在している。

## 遊び方
独特な十字型のボードを用い、下の図のように中央にキツネの駒「●」、一方の端に13個のガチョウの駒「x」を配置する。始めにどちらがキツネ側かガチョウ側か決めておき、先手から一手ずつ交互に指していく。
```
    x x x
    x x x
x x x x x x x
. . . ● . . .
. . . . . . .
    . . .
    . . .
```

駒はどれも線に沿って隣り合ったマスに1マスずつ移動できる。キツネがガチョウに隣り合っており、その向こう側のマスが空いている場合、キツネはそのガチョウを飛び越えて移動できる。飛び越えられたガチョウはキツネに捕まったものとされ、盤上から取り除かれる。キツネは連続してガチョウを捕まえることもできる。ただし、2個以上連続して位置するガチョウを一度に飛び越えることはできない。
ガチョウはキツネを飛び越えることはできないが、キツネを追い詰めて動けるマスをなくせばガチョウの勝ち、キツネを追い詰められなくなる数までガチョウを減らせばキツネの勝ちである。

## バリエーション
日本の「十六むさし」や東南アジアの「牝牛とヒョウ」、ネパールの「バグチャル」などはどれもキツネとガチョウの変形である。十六むさしでは武蔵の駒がキツネにあたり、2つの敵の駒の間に入ると相手の駒を取れる、という点が違う。